# Zvonimir Vujin
Zvonimir Vujin (Nagybecskerek, 1943. július 23. – Nagybecskerek, 2019. december 8.) olimpiai bronzérmes és Európa-bajnoki ezüstérmes jugoszláv-szerb ökölvívó.

## Pályafutása
Az 1967-es római Európa-bajnokságon ezüstérmes lett könnyűsúlyban. Ugyanebben a súlycsoportban az 1968-as mexikóvárosi olimpián bronzérmet szerzett. Az 1972-es müncheni olimpián kisváltósúlyban ismét bronzérmes lett.

## Sikerei, díjai
- Olimpiai játékok
  - bronzérmes (2): 1968, Mexikóváros, 1972, München
- Európa-bajnokság
  - ezüstérmes: 1967, Róma